# Mimosa plumosa
Mimosa plumosa är en ärtväxtart som beskrevs av Marc Micheli. Mimosa plumosa ingår i släktet mimosor, och familjen ärtväxter. Inga underarter finns listade i Catalogue of Life.